# Iglesia de San Francisco (Orense)
La Iglesia de San Francisco es un templo católico del siglo xiv ubicado junto al parque de San Lázaro, en Orense (Galicia, España). La iglesia, declarada Bien de Interés Cultural en enero de 1951 y monumento histórico-artístico nacional el 16 de febrero del mismo año, fue objeto de un polémico traslado a comienzos del siglo xx.

## Historia

### Origen
La orden de los franciscanos tiene presencia en Orense desde al menos 1238, aunque su primera residencia no se fecha hasta 1250 o 1251, cuando recibieron la donación de una casa-convento en la actual Plaza del Corregidor (antiguamente Tendal da Filgueira), al este de la Catedral de San Martín, constando la iglesia de la misma en proyecto desde 1252 y en construcción para 1255. En 1289, el obispo Pedro Yáñez de Noboa prohibió la celebración de culto y de enterramientos en el templo a causa del conflicto que mantenía con la orden franciscana por haber acogido esta a uno de los enemigos del obispo (el cual había pedido asilo en sagrado en el convento tras matar a un sobrino del prelado), llegando al extremo de incendiar el complejo en diciembre de 1294 o en el primer trimestre de 1295, lo que provocó varios muertos y forzó a los franciscanos a abandonar la ciudad y trasladarse temporalmente a Allariz. Tras ser Yáñez de Noboa excomulgado y posteriormente perdonado por el papa Clemente V a cambio de reparar los daños provocados (plasmado en una bula papal fechada en 1307 o 1308), se empezó a proyectar el levantamiento de una nueva iglesia y convento (antiguo Convento de San Francisco y actual Claustro de San Francisco), esta vez a los pies del Montealegre, en un terreno cedido por el cabildo (la bula obligaba a este último a ceder un terreno de su propiedad para la erección del nuevo convento y al obispo a financiar la   construcción del mismo), aunque debido a la muerte de Yáñez de Noboa en 1308 sin haberse iniciado las obras, tuvieron que ser sus herederos los encargados de la reedificación, contando los trabajos con el apoyo de Gonzalo Núñez de Noboa así como del obispo Gonzalo Daza y Osorio, parientes del prelado y miembros de la casa de Manzaneda de Limia. Se estima que las labores empezaron en torno a 1310 y que las mismas concluyeron hacia 1330 o en 1350. Documentos de 1348 prueban la existencia de un hostal y una enfermería, destacando el levantamiento de un claustro gótico en el siglo xiv y otro en el siglo xviii.

### Exclaustración
En 1835 se produjo la exclaustración del convento en el marco de la desamortización de Mendizábal, quedando la iglesia sin culto y en posesión del obispado por deseo de la reina regente María Cristina de Borbón-Dos Sicilias. Por su parte, el ayuntamiento de la ciudad, propietario del convento, cedió las instalaciones el 25 de abril de 1843 al Ejército, quien ese mismo año las convirtió en cuartel de infantería (tras lo cual el edificio pasó a denominarse Cuartel de San Francisco), trasladándose en 1844 desde La Coruña un batallón al mando del teniente coronel Ángel Martín Mouriño (el cuartel dejaría de funcionar en 1984 y sería definitivamente cerrado el 31 de diciembre de 1987, entregando el coronel Isidoro Formoso las llaves del cuartel al ayuntamiento el 18 de junio de 1993). En 1883 se procedió a la redacción de un proyecto firmado por el coronel, comandante y capitán Gerardo Dorado y Gómez destinado a restaurar el cuartel, procediéndose a elaborar hacia 1905 un memorándum firmado por el comandante Bonifacio Menéndez Conde en el cual se detallan las obras necesarias para la reparación de las instalaciones, efectuadas con el fin de poder albergar un batallón de infantería el cual se instaló en el cuartel ese mismo año.
Por su parte, la Venerable Orden Tercera, sita en la calle Ervedelo, se ocupó de la Iglesia de San Francisco desde 1867 hasta 1920, tras lo cual quedó abandonada durante casi una década, procediendo del templo numerosas piezas repartidas en diferentes edificios de la ciudad, como parte del retablo del Santo Cristo de la Esperanza, custodiado en la Iglesia de Santa Eufemia; una talla de San Buenaventura ubicada en el Museo Catedralicio, obra de Juan de Acosta; una imagen de la Inmaculada Concepción situada también en el museo y atribuida a Francisco de Moure; una talla de San Diego de Alcalá, obra probablemente de Juan de Angés el Mozo conservada en el Museo Arqueológico Provincial; y una imagen de la Inmaculada facturada por Juan de Juni, conservada también en el Museo Arqueológico Provincial.

### Traslado
En 1925, habiéndose considerado la instalación de un convento en la ciudad, los franciscanos se apropiaron de una vivienda aún en construcción sita en el céntrico parque de San Lázaro, antiguo campo de la feria. Debido a la ausencia de iglesia, la comunidad se sirvió de la Capilla de San Lázaro, ubicada a aproximadamente 50 metros de su residencia. Ese mismo año, por iniciativa del sacerdote Samuel Eiján, el prelado aprobó la venta de parte del solar ocupado por la Iglesia de San Francisco con el fin de que el espacio fuese empleado por el Ministerio de Defensa para ampliar el complejo, siendo la venta finalmente autorizada en 1927. Tras recibir el asesoramiento de la Comisión Provincial de Monumentos de Orense, presidida por el escritor Marcelo Macías, se procedió en 1928 al inicio de las obras necesarias para el traslado piedra a piedra al parque de San Lázaro, dirigidas por el arquitecto Manuel Conde Fidalgo. Las labores concluyeron en 1929, inaugurándose el templo el 30 de mayo de ese año, si bien la portada no sería instalada hasta 1955, desapareciendo por otra parte durante el traslado la torre campanario de 1599 ubicada originalmente a la derecha, además de que los muros de la nave mayor con sus contrafuertes se dejaron en el lugar original debido a que constituyen el cierre de la cara sur del claustro gótico.
Este traslado, el cual contó con el apoyo de personalidades tales como el escritor Otero Pedrayo, es visto en la actualidad como un error debido a la descontextualización que supone para el antiguo convento y por el hecho de que la iglesia se halla semioculta entre edificios de construcción moderna, llegando este acontecimiento a ser calificado de «chapuza» por Juan Carlos Rivas, antiguo director del Museo Municipal.

## Descripción

### Exterior
La fachada, de estilo gótico, presenta un rosetón sobre un tornalluvias y una portada con triple arquivolta centrada con dos contrafuertes y un arco trilobulado enmarcando una puerta de madera de doble hoja. Compuesta por pilares de fuste liso y estriado con capiteles fitomorfos, zoomorfos y antropomorfos (como atestigua la presencia de un gaitero), la portada ostenta un conjunto escultórico pétreo representativo de la Anunciación, el cual supone al parecer el inicio de la difusión de este tipo de temática en los templos religiosos, principalmente mendicantes y dominicos.

### Interior
La iglesia, de planta de cruz latina con una sola nave y tres capillas poligonales en la cabecera cubiertas por bóvedas nervadas, posee techo de madera en la nave y el crucero, el cual ostenta arcos apuntados, mientras que los ábsides se cubren con bóveda de crucería, apoyándose los nervios en pilares adosados con capiteles. Según una descripción del historiador de arte Ángel del Castillo López antes del traslado del templo:

Tal como era y la recordamos, de planta de cruz latina de una sola nave de brazo mayor y otra de crucero, con tres ábsides poligonales, de tipo común y corriente en esta clase de iglesias, en Galicia. La nave principal se cubría, y se cubre, de madera, y los brazos del crucero, con bóveda; dicho crucero tenía pechinas en los ángulos como para una linterna o cúpula, que no llegó a construirse; los ábsides tienen bóvedas nervadas, de abanico, con columnillas en los ángulos, abriéndose altos ventanales en los vanos; los arcos de las naves y de ingreso a los ábsides son apuntados. La portada principal era de arquivoltas, también de directriz apuntada, sobre columnillas acodilladas en las jambas; tenía un rosetón en la fachada, y sepulcros medievales y de estilo plateresco, del siglo xvi, en las naves y en los ábsides [...].

#### Capilla mayor

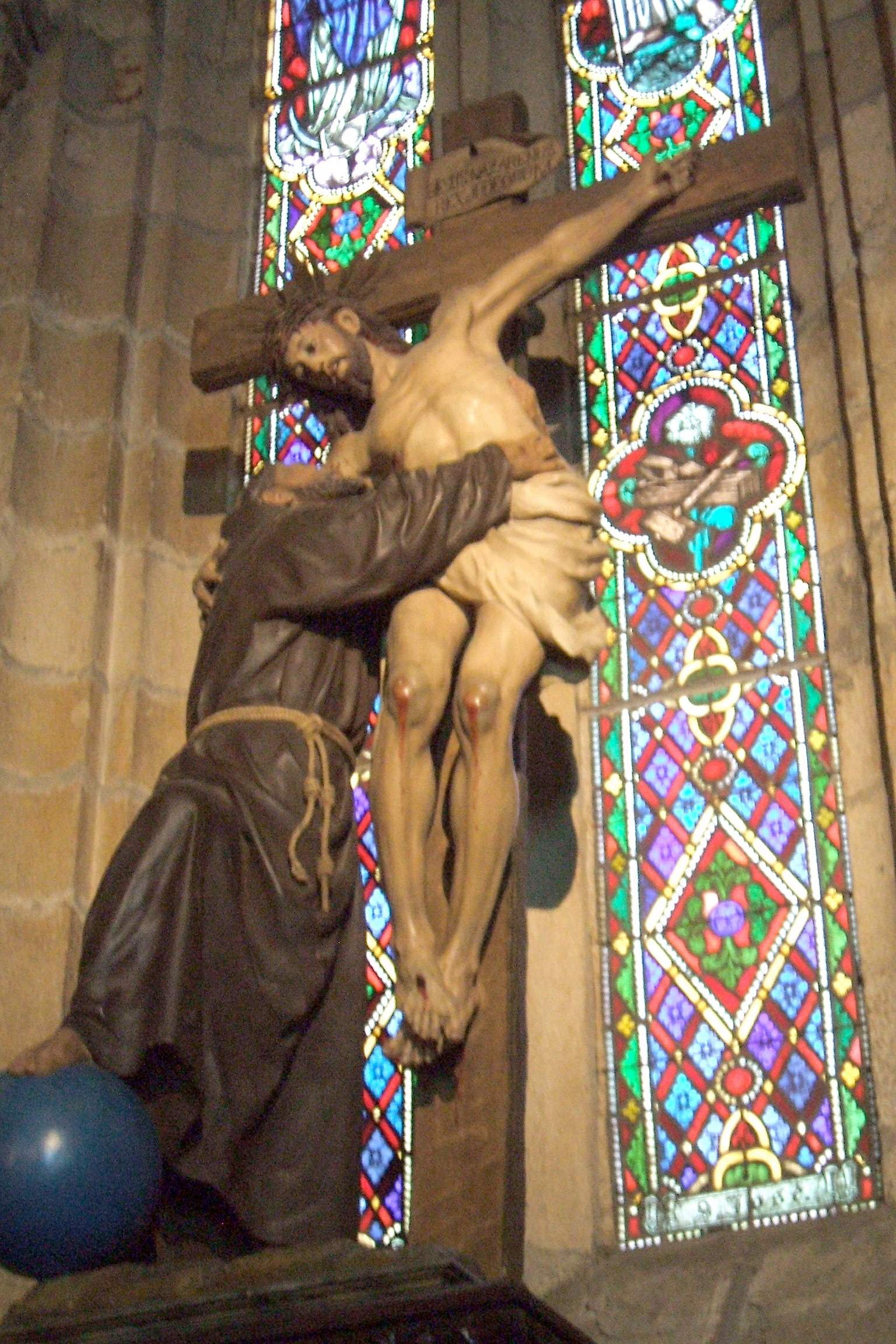
Talla de San Francisco de Asís abrazando a Cristo en la cruz.

El templo alberga una capilla mayor presidida por una talla de San Francisco de Asís abrazando a Cristo en la cruz, símbolo de la renuncia del santo al mundo material para seguir a Jesús. Bajo la imagen titular se hallan dispuestos los asientos que conforman la sillería del coro, la cual se halla fragmentada a causa del traslado del templo. La obra data del primer tercio del siglo xviii y posee reminiscencias con los trabajos del taller de Francisco de Castro Canseco. Los tableros del fondo muestran a varios mártires franciscanos así como diversas devociones de la orden (San Francisco, San Pascual Bailón, San Luis de Francia, San Luis de Anjou, etc.), mientras que las tablas principales ostentan alegorías, escudos y ornamentos en general.

#### Capillas laterales y retablos
La capilla situada en el lado del evangelio, anteriormente dedicada al Santísimo, está presidida por una talla de la Inmaculada Concepción obra de Pedro de Ávila, antes ubicada en la capilla de la epístola, la cual está actualmente destinada a rendir culto a San Lázaro. En el extremo izquierdo del transepto destaca un retablo neogótico sin policromar de un cuerpo y tres calles presidido por una imagen de San Francisco (anteriormente lo presidía la imagen de San Lázaro), ubicándose a la izquierda una estatua de San Luis de Francia y a la derecha una escultura de Santa Rosa de Viterbo, mientras que en el banco están dispuestas las tallas de San Blas, Santa Clara y San Benito. Este retablo presenta las tres imágenes superiores bajo doseletes compuestos por tres arcos ojivales y apoyadas a su vez en tres doseletes formados por tres arcos trilobulados, estando todo el conjunto coronado por chapiteles ricamente ornamentados. Respecto a la nave, en el lado del evangelio se encuentra emplazado un retablo con forma de arco ojival e imágenes en relieve de la Virgen del Carmen y San Francisco asistiendo a las ánimas del Purgatorio, mientras que frente al mismo, en el muro de la epístola, se halla un arco apuntado bajo el cual se custodia un calvario en el que las imágenes de la Virgen y San Juan, a diferencia de la de Cristo, son de vestir, si bien todas ellas se caracterizan por ser de bulto redondo.

#### Imaginería y vidrieras
Además de las anteriores, la iglesia posee varias otras imágenes, como una talla de San José a la izquierda del retablo de San Francisco y una imagen del Beato Sebastián de Aparicio a la derecha del mismo. La estatua, la cual aparece sosteniendo una piedra con la mano derecha y una cruz con la mano izquierda, posee en la peana la siguiente inscripción: «S. SEBASTIAN DE APARICIO. NACIO ENLA DI/OCESIS DE ORENCE MURIO DE EDA DE 98 AÑOS». De igual modo, en el extremo derecho del transepto se disponen imágenes de San Antonio de Padua, el Sagrado Corazón y Santa Rita, destacando a su vez las 34 vidrieras de la iglesia, 31 de ellas obra de la Casa Maumejean instaladas por el arquitecto Daniel Vázquez-Gulías a comienzos del siglo xx las cuales están decoradas en mayor medida con temas religiosos. Las tres restantes, adornadas con motivos geométricos, fueron realizadas a principios de la década de 1990 por la Unión de Artistas Vidrieros (Vitroluz, S.L.), pudiendo leerse en una de ellas: «VITROLUZ, S.L.- IRUN- ENERO 93». Originalmente la luz entraba a través de los vitrales por el este, pero tras el traslado se varió la orientación, entrando ahora por el noroeste.

#### Sepulcros

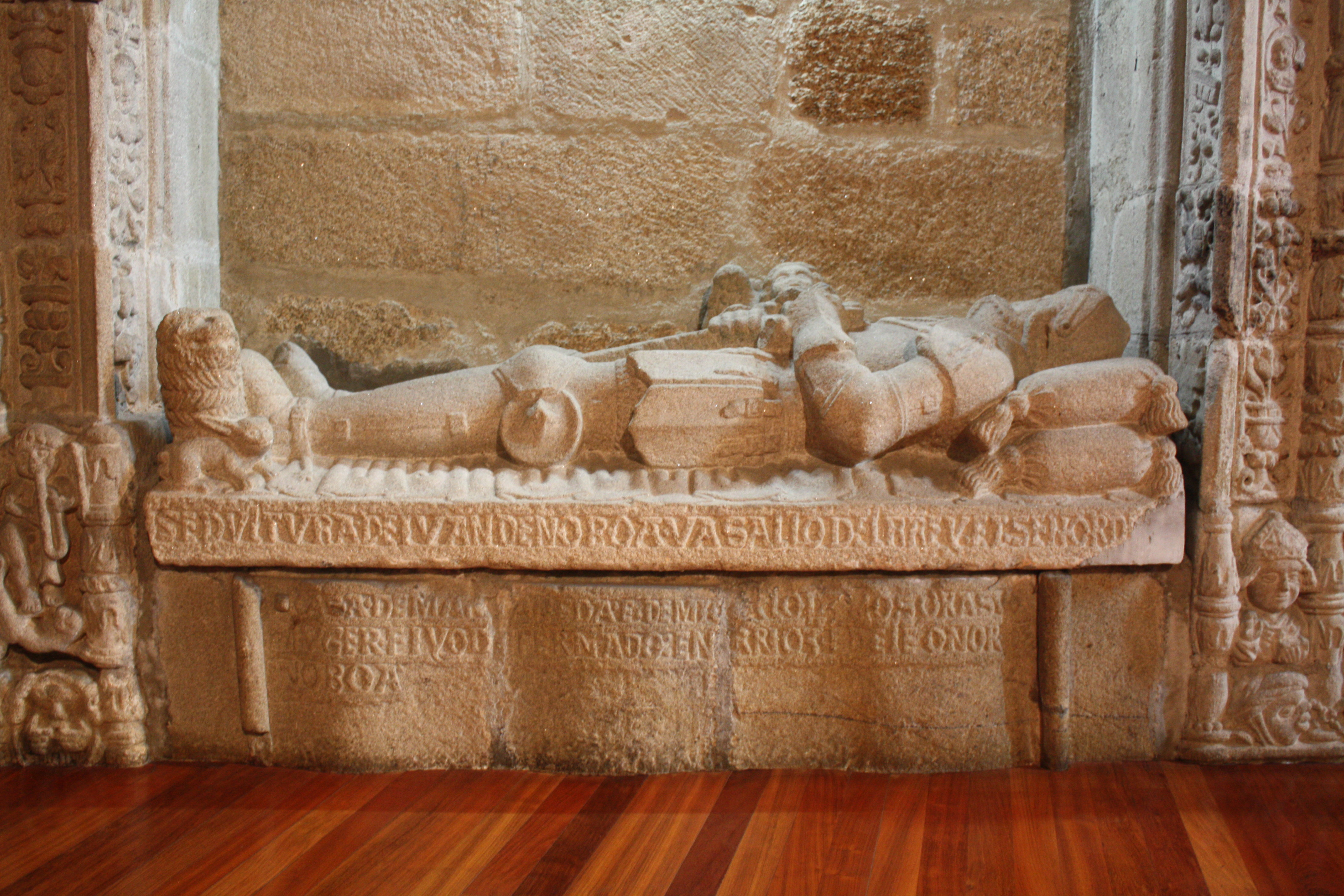
Sepulcro de Juan de Noboa.

En la iglesia se custodian cuatro sepulcros, todos ellos datados en el siglo xvi y de estilo plateresco y renacentista: los de Gonzalo de Puga y su mujer Teresa de Noboa, el de Juan de Noboa y el de su nieta Elvira de Noboa. 
Las tumbas de Gonzalo de Puga y Teresa de Noboa están fechadas en 1512, tal y como atestiguan las inscripciones presentes en ellas. La estatua de Gonzalo luce yelmo y armadura, figurando con las manos apoyadas sobre el pecho en actitud orante y un ángel a su lado portando un libro de oraciones, estando todo el conjunto custodiado bajo un arco decorado con motivos vegetales. Por su parte, la heráldica muestra el vínculo entre Gonzalo de Puga y la casa de Villamarín. Respecto al monumento de Teresa de Noboa, su figura yacente muestra, al igual que la de su esposo, las manos apoyadas sobre su pecho en actitud de oración, luciendo una vestimenta amplia y, a los pies, dos pequeños perros jugando, hallándose el conjunto bajo un arco en el que se representa el alma del difunto siendo llevada ante la presencia de Dios por un ángel.
Por su parte, los sepulcros de Juan de Noboa y su nieta Elvira de Noboa son contemporáneos (pese a la diferencia temporal entre el deceso de ambos) y están fechados a finales del primer tercio del siglo xvi. La efigie de Juan de Noboa porta atuendo de batalla mientras que la de Elvira de Noboa luce un manto, teniendo las manos juntas y en actitud de oración y estando ambas ornamentadas respectivamente con un ángel y un paje, limitándose la heráldica a un único escudo en cada sepulcro y hallándose en ambas tumbas ángeles en el arco rebajado del arcosolio a manera de festón. 
Pueden apreciarse así mismo dos lucillos sepulcrales góticos en la capilla mayor de los que no se conserva sepultura, si bien uno de ellos formaba parte del monumento funerario de Pedro Díaz de Cadórniga.

## Galería de imágenes

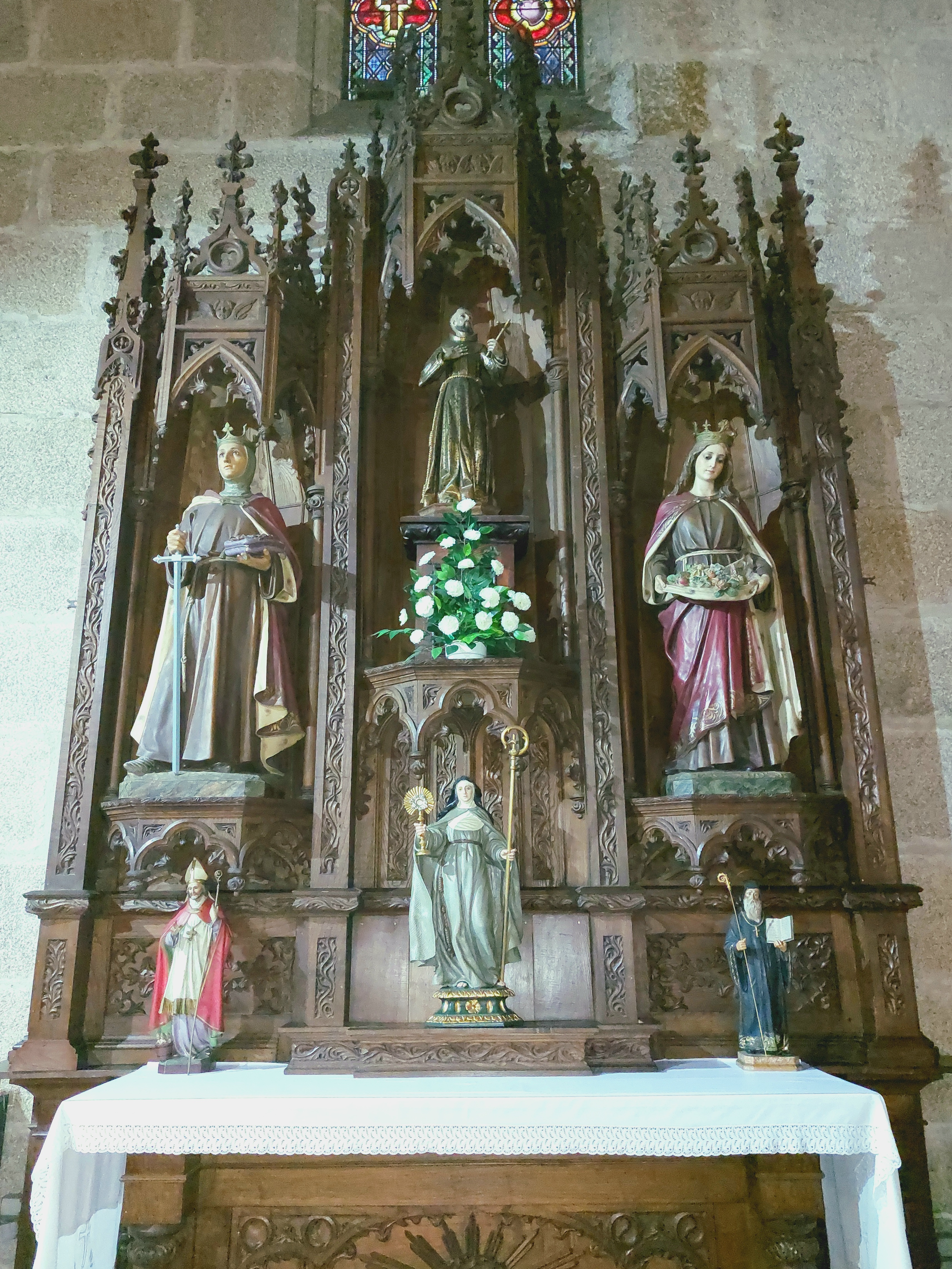
Retablo de San Francisco.
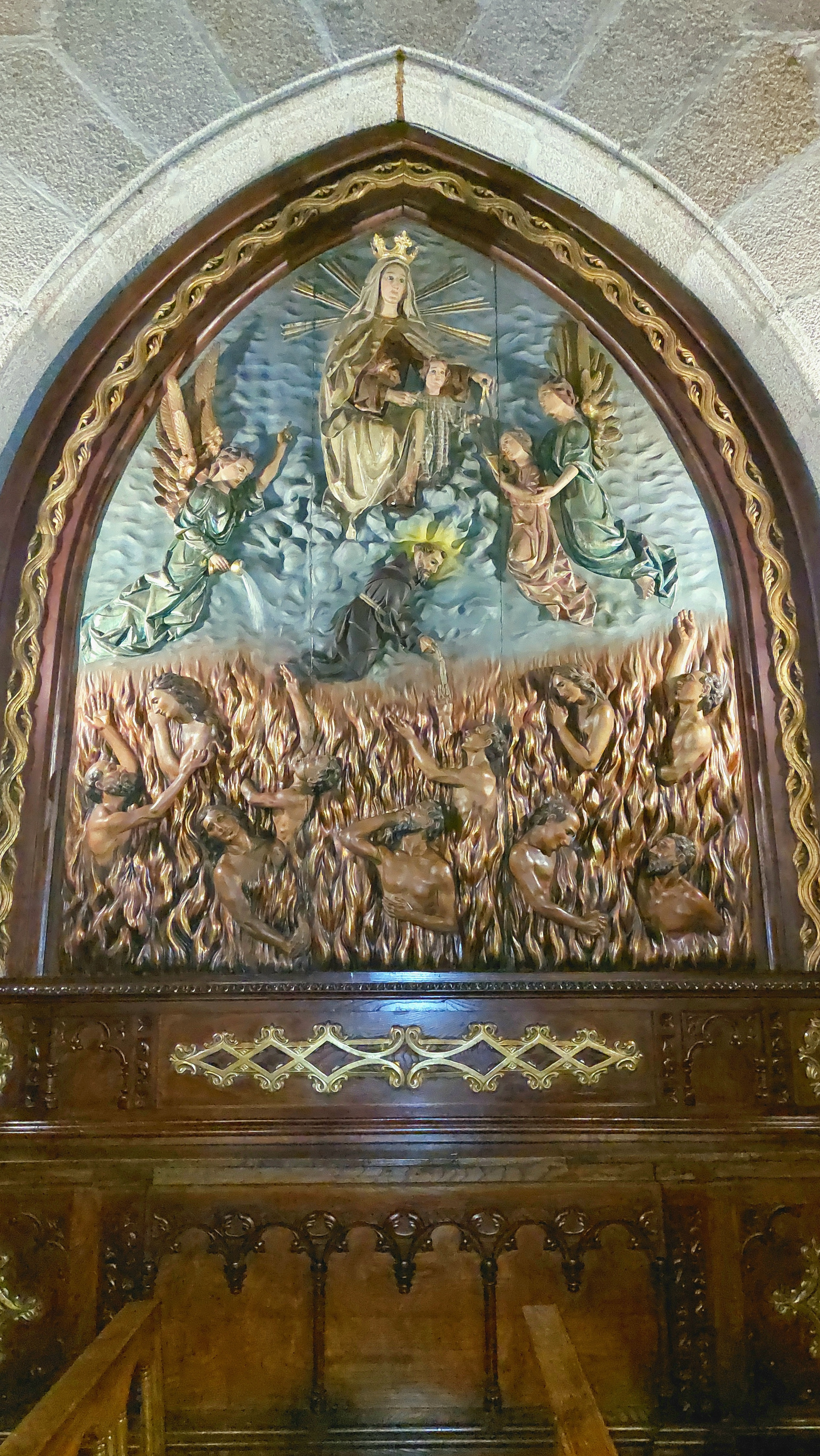
Retablo de la Virgen del Carmen y San Francisco.
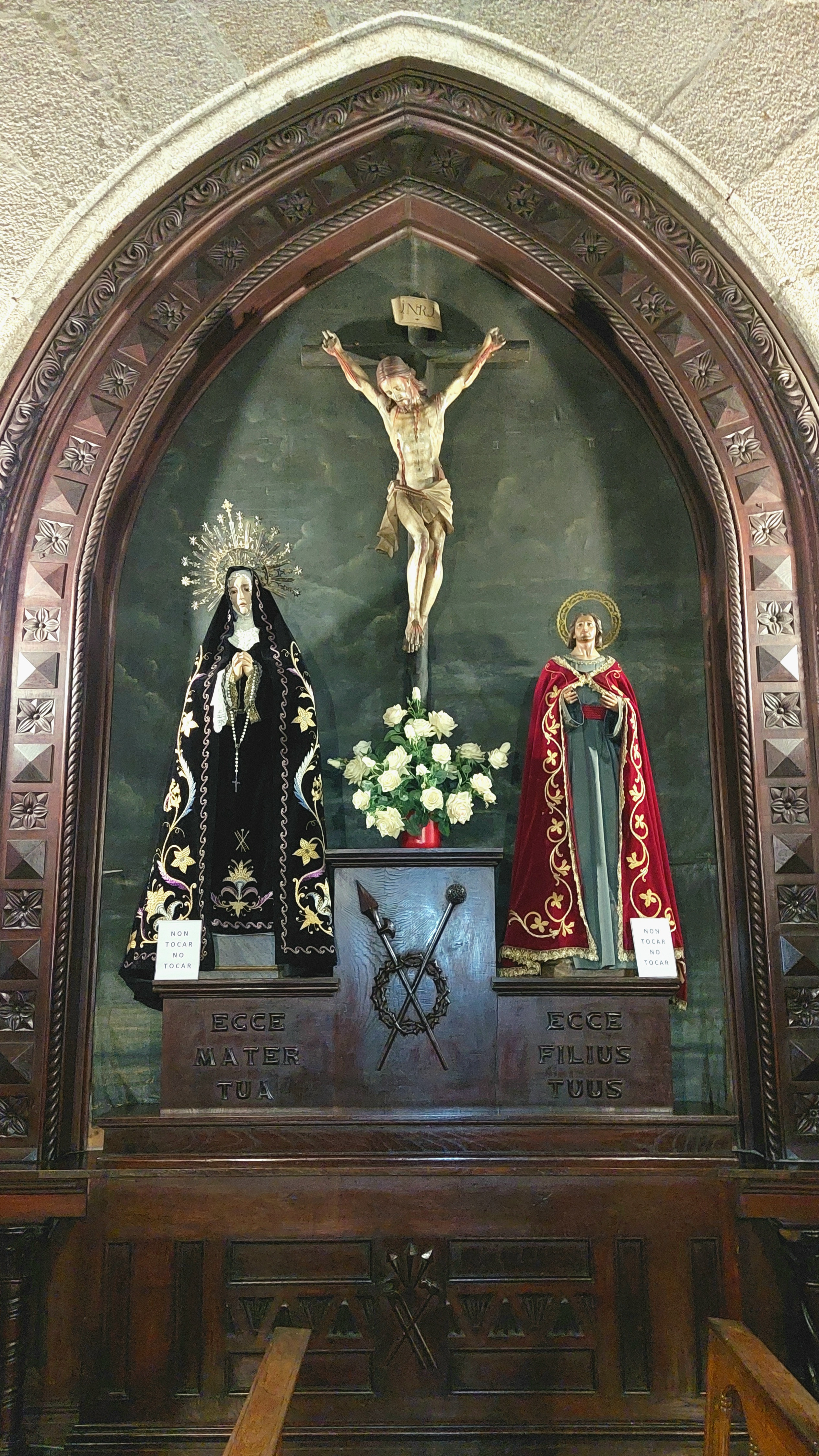
Calvario.
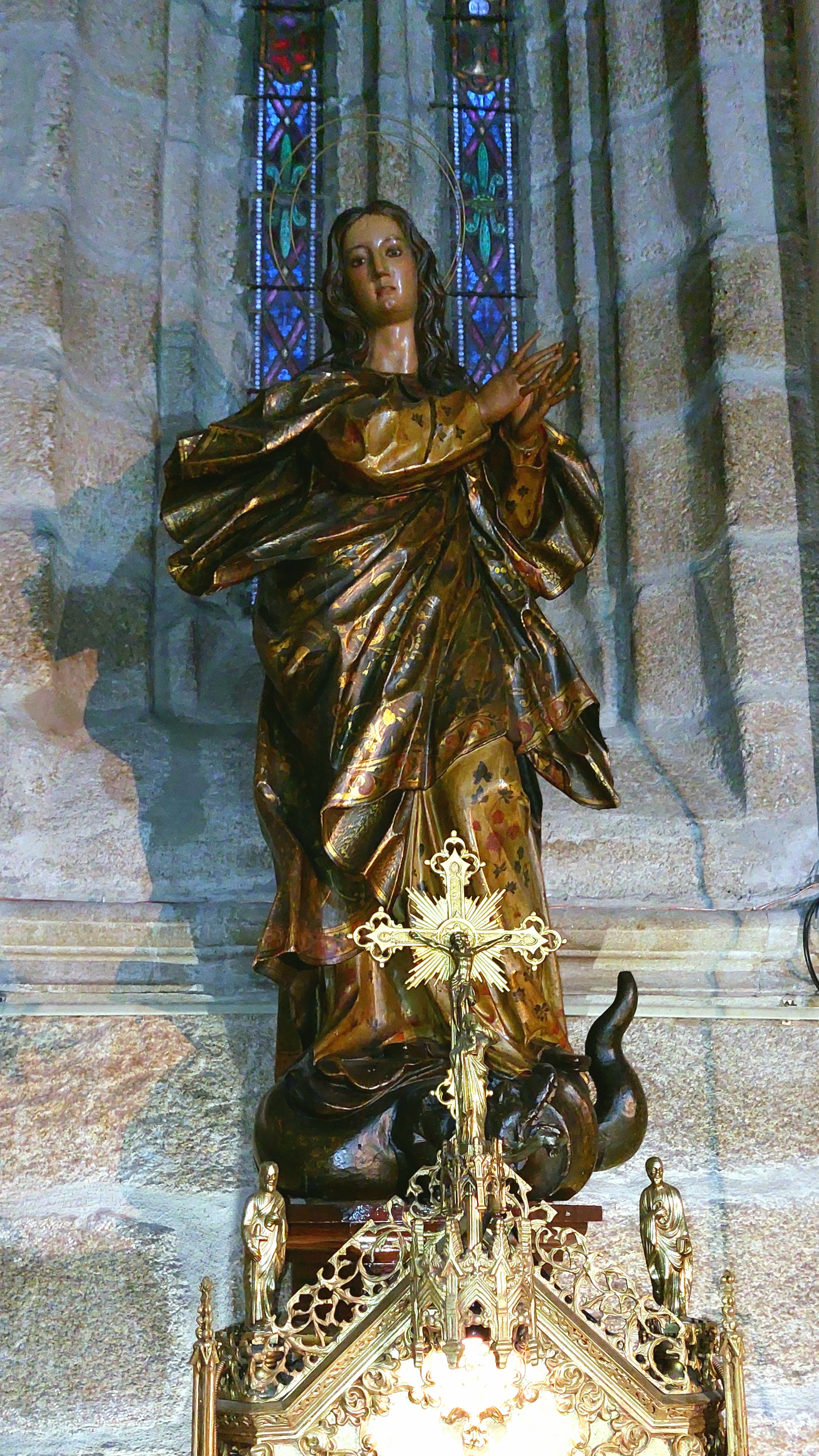
Talla de la Inmaculada Concepción.
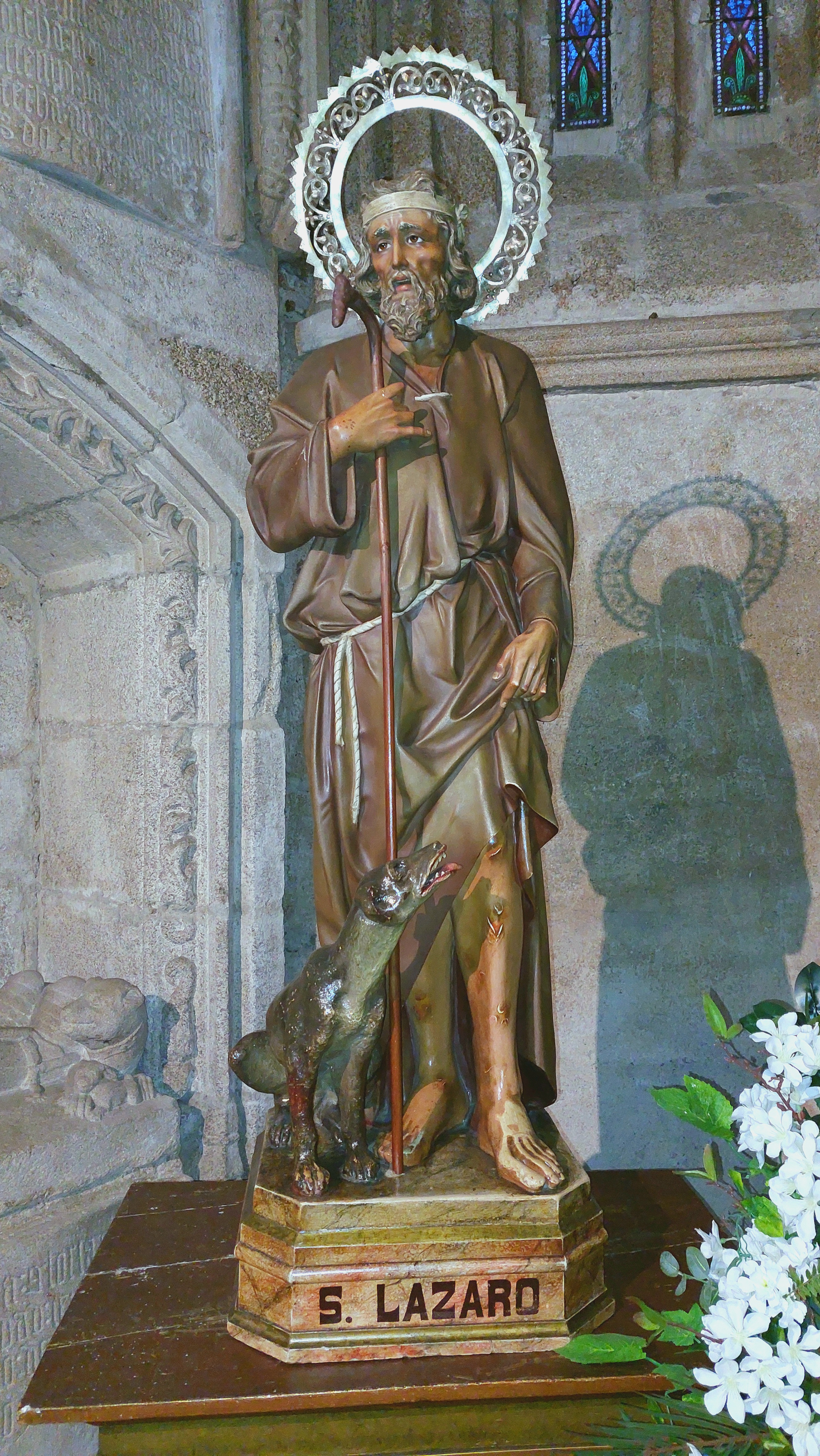
Talla de San Lázaro.
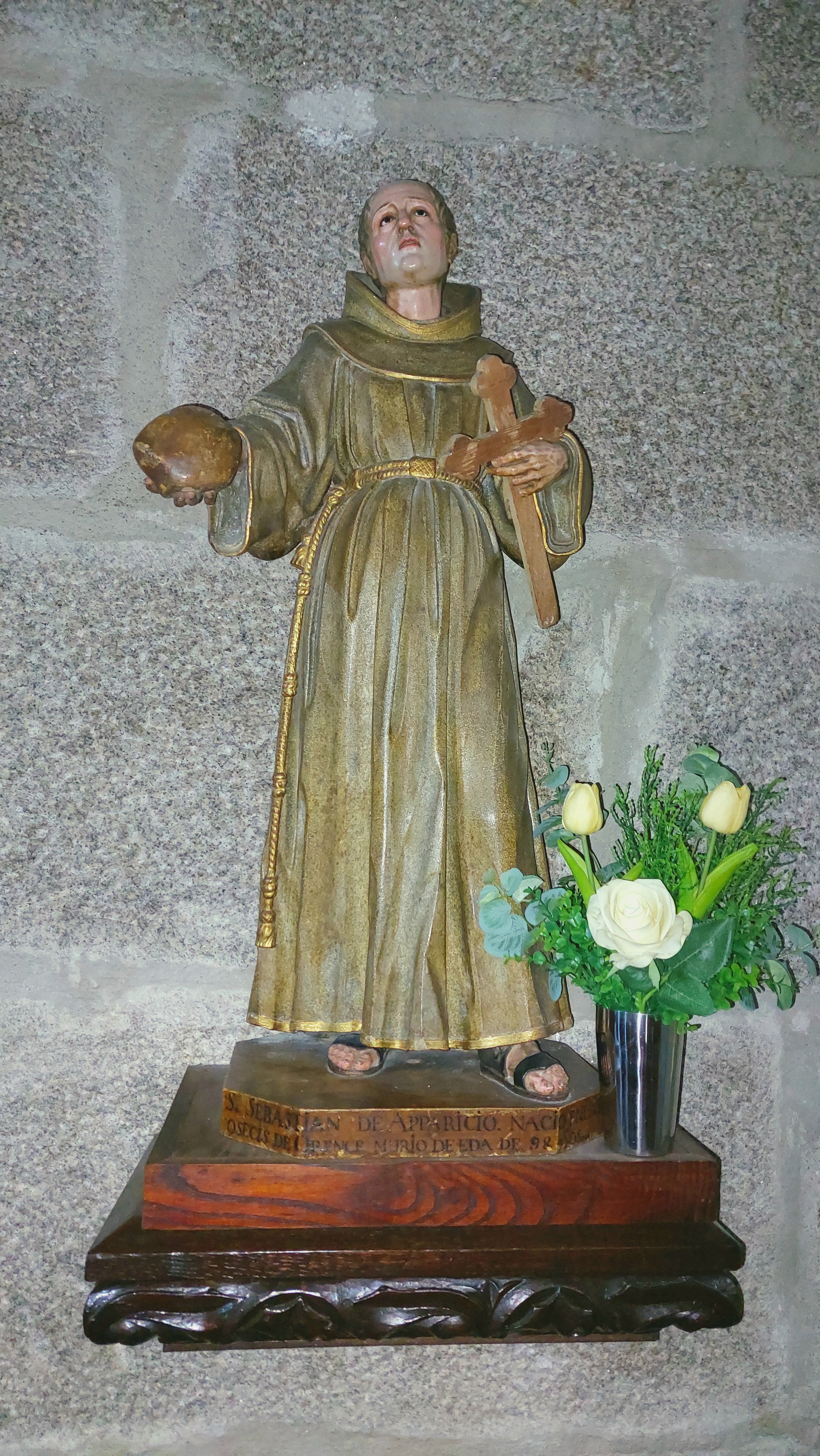
Talla del Beato Sebastián de Aparicio.